# Lagarteiro-dourado
Lagarteiro-dourado  (Campochaera sloetii) é uma espécie de ave da família Campephagidae. É a única espécie do género Campochaera.
Pode ser encontrada nos seguintes países: Indonésia e Papua-Nova Guiné.
Os seus habitats naturais são: florestas subtropicais ou tropicais húmidas de baixa altitude.